# 競馬の競走一覧
競馬の競走一覧（けいばのきょうそういちらん）とは競馬の競走についての一覧である。
格付けは国際グレードおよび日本国内でのグレード制に基づく。騎手招待競走を除く。

## 日本における競走一覧

### 中央競馬の平地競走
中央競馬のダートの競走はダートグレード格付け委員会によっても同一のグレードに認定されている。ここでは重複して掲載することを避ける目的で、注釈することで別途掲載しない。なお2007年から2009年まで重賞競走の格付け表記は国際グレード競走はG、それ以外の重賞競走はJpnと表すがどちらも格付けの呼称は総称として“ジーワン”・“ジーツー”・“ジースリー”となる。

#### 中央競馬の平地競走の一覧
- 施行条件等については2025年の情報に基づく[1]。
- 一覧にないオープン特別競走については中央競馬のオープン特別競走を参照。

| 開催月 | 競走名                           | JRA格付 | 国際格付 | 統一格付 | 1着賞金 | 競馬場 | 馬場   | 距離 | 齢    | 性     |
| ------ | -------------------------------- | ------- | -------- | -------- | ------- | ------ | ------ | ---- | ----- | ------ |
| 1      | 中山金杯                         | GIII    | G3       |          | 04300   | 中山   | 芝     | 2000 | 4歳上 | -      |
| 1      | 京都金杯                         | GIII    | G3       |          | 04300   | 中京   | 芝     | 1600 | 4歳上 | -      |
| 1      | 万葉ステークス                   | OP      |          |          | 02400   | 中京   | 芝     | 3000 | 4歳上 | -      |
| 1      | フェアリーステークス             | GIII    | G3       |          | 03800   | 中山   | 芝     | 1600 | 3歳   | 牝     |
| 1      | シンザン記念                     | GIII    | G3       |          | 04100   | 中京   | 芝     | 1600 | 3歳   | -      |
| 1      | 紅梅ステークス                   | OP      | L        |          | 02000   | 中京   | 芝     | 1400 | 3歳   | 牝     |
| 1      | 日経新春杯                       | GII     | G2       |          | 05700   | 中京   | 芝     | 2200 | 4歳上 | -      |
| 1      | 京成杯                           | GIII    | G3       |          | 04100   | 中山   | 芝     | 2000 | 3歳   | -      |
| 1      | 若駒ステークス                   | OP      | L        |          | 02000   | 中京   | 芝     | 2000 | 3歳   | -      |
| 1      | 小倉牝馬ステークス               | GIII    | G3       |          | 03800   | 小倉   | 芝     | 2000 | 4歳上 | 牝     |
| 1      | アメリカジョッキークラブカップ   | GII     | G2       |          | 06200   | 中山   | 芝     | 2200 | 4歳上 | -      |
| 1      | プロキオンステークス             | GII     | G2       | GII      | 05500   | 中京   | ダート | 1800 | 4歳上 | -      |
| 2      | 根岸ステークス                   | GIII    | G3       | GIII     | 04000   | 東京   | ダート | 1400 | 4歳上 | -      |
| 2      | シルクロードステークス           | GIII    | G3       |          | 04100   | 京都   | 芝     | 1200 | 4歳上 | -      |
| 2      | エルフィンステークス             | OP      | L        |          | 02000   | 京都   | 芝     | 1600 | 3歳   | 牝     |
| 2      | 東京新聞杯                       | GIII    | G3       |          | 04100   | 東京   | 芝     | 1600 | 4歳上 | -      |
| 2      | きさらぎ賞                       | GIII    | G3       |          | 04100   | 京都   | 芝     | 1800 | 3歳   | -      |
| 2      | クイーンカップ                   | GIII    | G3       |          | 03800   | 東京   | 芝     | 1600 | 3歳   | 牝     |
| 2      | 共同通信杯                       | GIII    | G3       |          | 04100   | 東京   | 芝     | 1800 | 3歳   | -      |
| 2      | 京都記念                         | GII     | G2       |          | 06200   | 京都   | 芝     | 2200 | 4歳上 | -      |
| 2      | ダイヤモンドステークス           | GIII    | G3       |          | 04300   | 東京   | 芝     | 3400 | 4歳上 | -      |
| 2      | 阪急杯                           | GIII    | G3       |          | 04300   | 京都   | 芝     | 1400 | 4歳上 | -      |
| 2      | フェブラリーステークス           | GI      | G1       | GI       | 12000   | 東京   | ダート | 1600 | 4歳上 | -      |
| 2      | 小倉大賞典                       | GIII    | G3       |          | 04300   | 小倉   | 芝     | 1800 | 4歳上 | -      |
| 3      | すみれステークス                 | OP      | L        |          | 02000   | 阪神   | 芝     | 2200 | 3歳   | -      |
| 3      | オーシャンステークス             | GIII    | G3       |          | 04300   | 中山   | 芝     | 1200 | 4歳上 | -      |
| 3      | 中山記念                         | GII     | G2       |          | 06700   | 中山   | 芝     | 1800 | 4歳上 | -      |
| 3      | チューリップ賞                   | GII     | G2       |          | 05200   | 阪神   | 芝     | 1600 | 3歳   | 牝     |
| 3      | フィリーズレビュー               | GII     | G2       |          | 05200   | 阪神   | 芝     | 1400 | 3歳   | 牝     |
| 3      | 中山牝馬ステークス               | GIII    | G3       |          | 03800   | 中山   | 芝     | 1800 | 4歳上 | 牝     |
| 3      | 弥生賞ディープインパクト記念     | GII     | G2       |          | 05400   | 中山   | 芝     | 2000 | 3歳   | -      |
| 3      | 大阪城ステークス                 | OP      | L        |          | 02800   | 阪神   | 芝     | 1800 | 4歳上 | -      |
| 3      | アネモネステークス               | OP      | L        |          | 02000   | 中山   | 芝     | 1600 | 3歳   | 牝     |
| 3      | 金鯱賞                           | GII     | G2       |          | 06700   | 中京   | 芝     | 2000 | 4歳上 | -      |
| 3      | スプリングステークス             | GII     | G2       |          | 05400   | 中山   | 芝     | 1800 | 3歳   | 牡牝   |
| 3      | ファルコンステークス             | GIII    | G3       |          | 04100   | 中京   | 芝     | 1400 | 3歳   | -      |
| 3      | 若葉ステークス                   | OP      | L        |          | 02000   | 阪神   | 芝     | 2000 | 3歳   | -      |
| 3      | フラワーカップ                   | GIII    | G3       |          | 03800   | 中山   | 芝     | 1800 | 3歳   | 牝     |
| 3      | 愛知杯                           | GIII    | G3       |          | 03800   | 中京   | 芝     | 1400 | 4歳上 | 牝     |
| 3      | 阪神大賞典                       | GII     | G2       |          | 06700   | 阪神   | 芝     | 3000 | 4歳上 | -      |
| 3      | 日経賞                           | GII     | G2       |          | 06700   | 中山   | 芝     | 2500 | 4歳上 | -      |
| 3      | 毎日杯                           | GIII    | G3       |          | 04100   | 阪神   | 芝     | 1800 | 3歳   | -      |
| 3      | マーチステークス                 | GIII    | G3       | GIII     | 03800   | 中山   | ダート | 1800 | 4歳上 | -      |
| 3      | 高松宮記念                       | GI      | G1       |          | 17000   | 中京   | 芝     | 1200 | 4歳上 | -      |
| 4      | ダービー卿チャレンジトロフィー   | GIII    | G3       |          | 04100   | 中山   | 芝     | 1600 | 4歳上 | -      |
| 4      | チャーチルダウンズカップ         | GIII    | G3       |          | 04100   | 阪神   | 芝     | 1600 | 3歳   | -      |
| 4      | 大阪杯                           | GI      | G1       |          | 20000   | 阪神   | 芝     | 2000 | 4歳上 | -      |
| 4      | ニュージーランドトロフィー       | GII     | G2       |          | 05400   | 中山   | 芝     | 1600 | 3歳   | 牡牝   |
| 4      | 阪神牝馬ステークス               | GII     | G2       |          | 05500   | 阪神   | 芝     | 1600 | 4歳上 | 牝     |
| 4      | 大阪-ハンブルクカップ            | OP      | -        |          | 02400   | 阪神   | 芝     | 2600 | 4歳上 | -      |
| 4      | 桜花賞                           | GI      | G1       |          | 14000   | 阪神   | 芝     | 1600 | 3歳   | 牝     |
| 4      | 忘れな草賞                       | OP      | L        |          | 02000   | 阪神   | 芝     | 2000 | 3歳   | 牝     |
| 4      | 春雷ステークス                   | OP      | L        |          | 02800   | 中山   | 芝     | 1200 | 4歳上 | -      |
| 4      | アンタレスステークス             | GIII    | G3       | GIII     | 03800   | 阪神   | ダート | 1800 | 4歳上 | -      |
| 4      | 皐月賞                           | GI      | G1       |          | 20000   | 中山   | 芝     | 2000 | 3歳   | -      |
| 4      | 福島牝馬ステークス               | GIII    | G3       |          | 04000   | 福島   | 芝     | 1800 | 4歳上 | 牝     |
| 4      | 青葉賞                           | GII     | G2       |          | 05400   | 東京   | 芝     | 2400 | 3歳   | -      |
| 4      | フローラステークス               | GII     | G2       |          | 05200   | 東京   | 芝     | 2000 | 3歳   | 牝     |
| 4      | マイラーズカップ                 | GII     | G2       |          | 05900   | 京都   | 芝     | 1600 | 4歳上 | -      |
| 5      | ユニコーンステークス             | GIII    | G3       | GIII     | 03700   | 京都   | ダート | 1900 | 3歳   | -      |
| 5      | スイートピーステークス           | OP      | L        |          | 02000   | 東京   | 芝     | 1800 | 3歳   | 牝     |
| 5      | 京王杯スプリングカップ           | GII     | G2       |          | 05900   | 東京   | 芝     | 1400 | 4歳上 | -      |
| 5      | プリンシパルステークス           | OP      | L        |          | 02000   | 東京   | 芝     | 2000 | 3歳   | 牡牝   |
| 5      | 天皇賞（春）                     | GI      | G1       |          | 22000   | 京都   | 芝     | 3200 | 4歳上 | -      |
| 5      | エプソムカップ                   | GIII    | G3       |          | 04300   | 東京   | 芝     | 1800 | 4歳上 | -      |
| 5      | 京都新聞杯                       | GII     | G2       |          | 05400   | 京都   | 芝     | 2200 | 3歳   | -      |
| 5      | メトロポリタンステークス         | OP      | L        |          | 02600   | 東京   | 芝     | 2400 | 4歳上 | -      |
| 5      | NHKマイルカップ                  | GI      | G1       |          | 13000   | 東京   | 芝     | 1600 | 3歳   | 牡牝   |
| 5      | 新潟大賞典                       | GIII    | G3       |          | 04300   | 新潟   | 芝     | 2000 | 4歳上 | -      |
| 5      | ヴィクトリアマイル               | GI      | G1       |          | 13000   | 東京   | 芝     | 1600 | 4歳上 | 牝     |
| 5      | 栗東ステークス                   | OP      | L        |          | 02400   | 京都   | ダート | 1400 | 4歳上 | -      |
| 5      | 平安ステークス                   | GIII    | G3       | GIII     | 03800   | 京都   | ダート | 1900 | 4歳上 | -      |
| 5      | 優駿牝馬（オークス）             | GI      | G1       |          | 15000   | 東京   | 芝     | 2400 | 3歳   | 牝     |
| 5      | 葵ステークス                     | GIII    | G3       |          | 04100   | 京都   | 芝     | 1200 | 3歳   | -      |
| 6      | 東京優駿（日本ダービー）         | GI      | G1       |          | 30000   | 東京   | 芝     | 2400 | 3歳   | 牡牝   |
| 6      | 目黒記念                         | GII     | G2       |          | 05700   | 東京   | 芝     | 2500 | 4歳上 | -      |
| 6      | 安土城ステークス                 | OP      | L        |          | 02600   | 京都   | 芝     | 1400 | 4歳上 | -      |
| 6      | 安田記念                         | GI      | G1       |          | 18000   | 東京   | 芝     | 1600 | 3歳上 | -      |
| 6      | 函館スプリントステークス         | GIII    | G3       |          | 04100   | 函館   | 芝     | 1200 | 3歳上 | -      |
| 6      | 宝塚記念                         | GI      | G1       |          | 22000   | 阪神   | 芝     | 2200 | 3歳上 | -      |
| 6      | しらさぎステークス               | GIII    | G3       |          | 04100   | 阪神   | 芝     | 1600 | 3歳上 | -      |
| 6      | 府中牝馬ステークス               | GIII    | G3       |          | 03800   | 東京   | 芝     | 1800 | 3歳上 | 牝     |
| 6      | ラジオNIKKEI賞                   | GIII    | G3       |          | 04000   | 福島   | 芝     | 1800 | 3歳   | -      |
| 6      | 函館記念                         | GIII    | G3       |          | 04300   | 函館   | 芝     | 2000 | 3歳上 | -      |
| 7      | 北九州記念                       | GIII    | G3       |          | 04100   | 小倉   | 芝     | 1200 | 3歳上 | -      |
| 7      | 七夕賞                           | GIII    | G3       |          | 04300   | 福島   | 芝     | 2000 | 3歳上 | -      |
| 7      | ひまわり賞                       | OP      | -        |          | 01400   | 小倉   | 芝     | 1200 | 2歳   | 九州産 |
| 7      | 小倉記念                         | GIII    | G3       |          | 04300   | 小倉   | 芝     | 2000 | 3歳上 | -      |
| 7      | 函館2歳ステークス                | GIII    | G3       |          | 03100   | 函館   | 芝     | 1200 | 2歳   | -      |
| 7      | 札幌日経賞                       | OP      | L        |          | 02800   | 札幌   | 芝     | 2600 | 3歳上 | -      |
| 7      | 東海ステークス                   | GIII    | G3       | GIII     | 03800   | 中京   | ダート | 1400 | 3歳上 | -      |
| 7      | 関屋記念                         | GIII    | G3       |          | 04100   | 新潟   | 芝     | 1600 | 3歳上 | -      |
| 8      | 名鉄杯                           | OP      | L        |          | 02400   | 中京   | ダート | 1800 | 3歳上 | -      |
| 8      | アイビスサマーダッシュ           | GIII    | G3       |          | 04100   | 新潟   | 芝     | 1000 | 3歳上 | -      |
| 8      | クイーンステークス               | GIII    | G3       |          | 03800   | 札幌   | 芝     | 1800 | 3歳上 | 牝     |
| 8      | ダリア賞                         | OP      | -        |          | 01600   | 新潟   | 芝     | 1400 | 2歳   | -      |
| 8      | エルムステークス                 | GIII    | G3       | GIII     | 03800   | 札幌   | ダート | 1700 | 3歳上 | -      |
| 8      | レパードステークス               | GIII    | G3       | GIII     | 03700   | 新潟   | ダート | 1800 | 3歳   | -      |
| 8      | CBC賞                            | GIII    | G3       |          | 04100   | 中京   | 芝     | 1200 | 3歳上 | -      |
| 8      | コスモス賞                       | OP      | -        |          | 01600   | 札幌   | 芝     | 1800 | 2歳   | -      |
| 8      | 中京記念                         | GIII    | G3       |          | 04100   | 中京   | 芝     | 1600 | 3歳上 | -      |
| 8      | 札幌記念                         | GII     | G2       |          | 07000   | 札幌   | 芝     | 2000 | 3歳上 | -      |
| 8      | クローバー賞                     | OP      | -        |          | 01600   | 札幌   | 芝     | 1500 | 2歳   | -      |
| 8      | BSN賞                            | OP      | L        |          | 02400   | 新潟   | ダート | 1800 | 3歳上 | -      |
| 8      | 新潟2歳ステークス                | GIII    | G3       |          | 03100   | 新潟   | 芝     | 1600 | 2歳   | -      |
| 8      | キーンランドカップ               | GIII    | G3       |          | 04300   | 札幌   | 芝     | 1200 | 3歳上 | -      |
| 8      | 名古屋城ステークス               | OP      | -        |          | 02200   | 中京   | ダート | 1800 | 3歳上 | -      |
| 8      | 新潟記念                         | GIII    | G3       |          | 04300   | 新潟   | 芝     | 2000 | 3歳上 | -      |
| 8      | 中京2歳ステークス                | GIII    | G3       |          | 03100   | 中京   | 芝     | 1400 | 2歳   | -      |
| 9      | 札幌2歳ステークス                | GIII    | G3       |          | 03100   | 札幌   | 芝     | 1800 | 2歳   | -      |
| 9      | 京成杯オータムハンデキャップ     | GIII    | G3       |          | 04100   | 中山   | 芝     | 1600 | 3歳上 | -      |
| 9      | 紫苑ステークス                   | GII     | G2       |          | 05200   | 中山   | 芝     | 2000 | 3歳   | 牝     |
| 9      | セントウルステークス             | GII     | G2       |          | 05900   | 阪神   | 芝     | 1200 | 3歳上 | -      |
| 9      | チャレンジカップ                 | GIII    | G3       |          | 04300   | 阪神   | 芝     | 2000 | 3歳上 | -      |
| 9      | ローズステークス                 | GII     | G2       |          | 05200   | 阪神   | 芝     | 1800 | 3歳   | 牝     |
| 9      | セントライト記念                 | GII     | G2       |          | 05400   | 中山   | 芝     | 2200 | 3歳   | -      |
| 9      | オールカマー                     | GII     | G2       |          | 06700   | 中山   | 芝     | 2200 | 3歳上 | -      |
| 9      | 神戸新聞杯                       | GII     | G2       |          | 05400   | 阪神   | 芝     | 2400 | 3歳   | 牡牝   |
| 9      | シリウスステークス               | GIII    | G3       | GIII     | 03800   | 阪神   | ダート | 2000 | 3歳上 | -      |
| 9      | スプリンターズステークス         | GI      | G1       |          | 17000   | 中山   | 芝     | 1200 | 3歳上 | -      |
| 9      | ポートアイランドステークス       | OP      | L        |          | 02500   | 阪神   | 芝     | 1600 | 3歳上 | -      |
| 10     | 毎日王冠                         | GII     | G2       |          | 06700   | 東京   | 芝     | 1800 | 3歳上 | -      |
| 10     | 京都大賞典                       | GII     | G2       |          | 06700   | 京都   | 芝     | 2400 | 3歳上 | -      |
| 10     | サウジアラビアロイヤルカップ     | GIII    | G3       |          | 03300   | 東京   | 芝     | 1600 | 2歳   | -      |
| 10     | アイルランドトロフィー           | GII     | G2       |          | 05500   | 東京   | 芝     | 1800 | 3歳上 | 牝     |
| 10     | スワンステークス                 | GII     | G2       |          | 05900   | 京都   | 芝     | 1400 | 3歳上 | -      |
| 10     | 富士ステークス                   | GII     | G2       |          | 05900   | 東京   | 芝     | 1600 | 3歳上 | -      |
| 10     | 秋華賞                           | GI      | G1       |          | 11000   | 京都   | 芝     | 2000 | 3歳   | 牝     |
| 10     | 新潟牝馬ステークス               | OP      | L        |          | 02700   | 新潟   | 芝     | 2200 | 3歳上 | 牝     |
| 10     | アルテミスステークス             | GIII    | G3       |          | 02900   | 東京   | 芝     | 1600 | 2歳   | 牝     |
| 10     | カシオペアステークス             | OP      | L        |          | 02800   | 京都   | 芝     | 1800 | 3歳上 | -      |
| 10     | 菊花賞                           | GI      | G1       |          | 20000   | 京都   | 芝     | 3000 | 3歳   | 牡牝   |
| 11     | ファンタジーステークス           | GIII    | G3       |          | 02900   | 京都   | 芝     | 1400 | 2歳   | 牝     |
| 11     | 天皇賞（秋）                     | GI      | G1       |          | 22000   | 東京   | 芝     | 2000 | 3歳上 | -      |
| 11     | 京王杯2歳ステークス              | GII     | G2       |          | 03800   | 東京   | 芝     | 1400 | 2歳   | -      |
| 11     | アルゼンチン共和国杯             | GII     | G2       |          | 05700   | 東京   | 芝     | 2500 | 3歳上 | -      |
| 11     | みやこステークス                 | GIII    | G3       | GIII     | 04000   | 京都   | ダート | 1800 | 3歳上 | -      |
| 11     | 武蔵野ステークス                 | GIII    | G3       | GIII     | 04000   | 東京   | ダート | 1600 | 3歳上 | -      |
| 11     | デイリー杯2歳ステークス          | GII     | G2       |          | 03800   | 京都   | 芝     | 1600 | 2歳   | -      |
| 11     | エリザベス女王杯                 | GI      | G1       |          | 13000   | 京都   | 芝     | 2200 | 3歳上 | 牝     |
| 11     | 福島2歳ステークス                | OP      | -        |          | 01600   | 福島   | 芝     | 1200 | 2歳   | -      |
| 11     | 福島記念                         | GIII    | G3       |          | 04300   | 福島   | 芝     | 2000 | 3歳上 | -      |
| 11     | マイルチャンピオンシップ         | GI      | G1       |          | 18000   | 京都   | 芝     | 1600 | 3歳上 | -      |
| 11     | 東京スポーツ杯2歳ステークス      | GII     | G2       |          | 03800   | 東京   | 芝     | 1800 | 2歳   | -      |
| 11     | 京都2歳ステークス                | GIII    | G3       |          | 03300   | 京都   | 芝     | 2000 | 2歳   | -      |
| 11     | キャピタルステークス             | OP      | L        |          | 02500   | 東京   | 芝     | 1600 | 3歳上 | -      |
| 11     | ジャパンカップ                   | GI      | G1       |          | 50000   | 東京   | 芝     | 2400 | 3歳上 | -      |
| 11     | 京阪杯                           | GIII    | G3       |          | 04100   | 京都   | 芝     | 1200 | 3歳上 | -      |
| 12     | ステイヤーズステークス           | GII     | G2       |          | 06200   | 中山   | 芝     | 3600 | 3歳上 | -      |
| 12     | 鳴尾記念                         | GIII    | G3       |          | 04300   | 阪神   | 芝     | 2000 | 3歳上 | -      |
| 12     | チャンピオンズカップ             | GI      | G1       | GI       | 12000   | 中京   | ダート | 1800 | 3歳上 | -      |
| 12     | 中日新聞杯                       | GIII    | G3       |          | 04300   | 中京   | 芝     | 2000 | 3歳上 | -      |
| 12     | カペラステークス                 | GIII    | G3       | GIII     | 03800   | 中山   | ダート | 1200 | 3歳上 | -      |
| 12     | 阪神ジュベナイルフィリーズ       | GI      | G1       |          | 06500   | 阪神   | 芝     | 1600 | 2歳   | 牝     |
| 12     | ターコイズステークス             | GIII    | G3       |          | 03800   | 中山   | 芝     | 1600 | 3歳上 | 牝     |
| 12     | 朝日杯フューチュリティステークス | GI      | G1       |          | 07000   | 阪神   | 芝     | 1600 | 2歳   | 牡牝   |
| 12     | 阪神カップ                       | GII     | G2       |          | 06700   | 阪神   | 芝     | 1400 | 3歳上 | -      |
| 12     | ホープフルステークス             | GI      | G1       |          | 07000   | 中山   | 芝     | 2000 | 2歳   | 牡牝   |
| 12     | 有馬記念                         | GI      | G1       |          | 50000   | 中山   | 芝     | 2500 | 3歳上 | -      |

### 中央競馬の主要障害競走
障害グレード1（J・GI）
- 中山グランドジャンプ
- 中山大障害

障害グレード2（J・GII）
- 阪神スプリングジャンプ
- 京都ハイジャンプ
- 東京ハイジャンプ

障害グレード3（J・GIII）
- 小倉ジャンプステークス
- 東京ジャンプステークス
- 新潟ジャンプステークス
- 阪神ジャンプステークス
- 京都ジャンプステークス

その他の障害競走
- ペガサスジャンプステークス（オープン特別、中山グランドジャンプのステップレースとして同競走に参戦する予定の外国馬も出走可）
- イルミネーションジャンプステークス（オープン特別）

### 中央競馬の廃止・休止競走
中央競馬の前身である国営競馬以前を含む。
サラブレッド系
- 各内国抽籤濠州産馬混合競走（1932年廃止・目黒記念の前身）
- 中山四千米（1936年廃止）
- 帝室御賞典（1937年廃止・天皇賞の前身）
- 優勝内国産馬連合競走（1937年廃止・戦前の最高賞金額の競走）
- 中山四歳馬特別（1937年廃止）
- 農林省賞典競走（1937年廃止）
- 横浜農林省賞典四・五歳呼馬（1943年廃止）
- 横浜記念（1944年廃止）
- 京都4歳ステークス（1954年廃止・京都4歳特別の前身）
- 中山特別（1955年廃止）
- ジュニヤーステークス（1956年廃止）
- 阪神特別（1956年廃止・大阪杯の前身）
- 阪神記念（1956年廃止・阪急杯（宝塚杯）の前身）
- 東京記念（1963年廃止・弥生賞の前身）
- 中京大賞典（1970年廃止・高松宮記念（高松宮杯）の前身）
- 日本最長距離ステークス（1975年廃止・条件戦）
- ビクトリアカップ（1975年廃止・エリザベス女王杯の前身）
- 福島大賞典（1978年廃止・新潟大賞典の前身）
- クモハタ記念（1980年廃止）
- 地方競馬招待競走（1985年廃止）
- ペガサスステークス（1991年廃止・GIII・アーリントンカップの前身）
- NHK杯（1995年廃止・GII・ダービートライアル）
- サファイヤステークス（1995年廃止・GIII・エリザベス女王杯トライアル）
- ジョッキーズグランプリ（1995年廃止・条件戦）
- 阪神障害ステークス（1998年廃止・阪神スプリングジャンプ及び阪神ジャンプステークスの前身）
- 東京障害特別（1998年廃止・東京ジャンプステークス及び東京ハイジャンプの前身）
- 京都大障害（1998年廃止・京都ハイジャンプ及び京都ジャンプステークスの前身）
- 京都4歳特別（1999年廃止・GIII）
- カブトヤマ記念（2003年廃止・GIII）
- クリスタルカップ（2005年廃止・GIII）
- ガーネットステークス（2008年廃止・GIII）

アングロアラブ系
- アラブ大障害（1965年廃止）
- 中山アラブ障害特別（1965年廃止）
- 東京アラブ障害特別（1965年廃止）
- 読売カップ（1973年廃止）
- シュンエイ記念（1995年廃止）
- セイユウ記念（1995年廃止。1996年から地方競馬に移行）
- タマツバキ記念（1995年廃止。1996年から地方競馬に移行）
- アラブ王冠（1995年廃止）
- アラブ大賞典（1995年廃止）

### 地方競馬の主要競走
地域によっては、主催者によるグレードが制定されている。詳しくは各記事を参照。

#### 地方競馬で行われるダートグレード競走の主要競走
国際グレード1（GI）
- 東京大賞典

統一ジーワン（JpnI）
- 川崎記念
- 羽田盃
- かしわ記念
- 東京ダービー
- さきたま杯
- 帝王賞
- ジャパンダートクラシック
- マイルチャンピオンシップ南部杯
- JBCレディスクラシック（2011年新設）
- JBCスプリント
- JBCクラシック
- 全日本2歳優駿

統一ジーツー（JpnII）
- ダイオライト記念
- 京浜盃
- 兵庫チャンピオンシップ
- 名古屋グランプリ
- エンプレス杯
- 関東オークス
- 不来方賞
- 日本テレビ盃
- 東京盃
- レディスプレリュード（2011年新設）
- 浦和記念
- 兵庫ジュニアグランプリ

統一ジースリー（JpnIII）
| - ブルーバードカップ - クイーン賞 - 佐賀記念 - 雲取賞 - かきつばた記念 - 黒船賞 - 兵庫女王盃 - 東京スプリント（2009年新設） - スパーキングレディーカップ - マーキュリーカップ - クラスターカップ | - 北海道スプリントカップ - ブリーダーズゴールドカップ - サマーチャンピオン - テレ玉杯オーバルスプリント - 白山大賞典 - マリーンカップ - エーデルワイス賞 - JBC2歳優駿 - 名古屋大賞典 - 兵庫ゴールドトロフィー |

#### その他の地方競馬の主要競走
| ホッカイドウ競馬 - 道営記念 - ステイヤーズカップ - 北海優駿 - ブリーダーズゴールドジュニアカップ - コスモバルク記念 - 赤レンガ記念 - 星雲賞 - 瑞穂賞 - 道営スプリント - 北斗盃 - 王冠賞 - 栄冠賞 - エトワール賞 - ノースクイーンカップ - リリーカップ - サンライズカップ - フローラルカップ ばんえい競馬 - ばんえい記念 - イレネー記念 - 帯広記念 - 岩見沢記念 - 北見記念 - 旭川記念 - ばんえいグランプリ - ヒロインズカップ - 天馬賞 - 銀河賞 - 柏林賞 - ばんえいダービー - ばんえいオークス - ばんえい菊花賞 - ばんえい大賞典 - ばんえい十勝オッズ・パーク杯 - チャンピオンカップ - 北斗賞 - ドリームエイジカップ - クインカップ - はまなす賞 - ポプラ賞 - ヤングチャンピオンシップ - ナナカマド賞 - 翔雲賞 - 黒ユリ賞 | 岩手県競馬組合 - 桐花賞 - ダイヤモンドカップ - ひまわり賞（オークス） - 東北優駿 浦和競馬場 - 桜花賞 - ニューイヤーカップ 船橋競馬場 - 東京湾カップ - 報知グランプリカップ - 習志野きらっとスプリント - 若潮スプリント - 京成盃グランドマイラーズ - 船橋記念 大井競馬場 - 東京プリンセス賞 - 東京2歳優駿牝馬 - 大井記念 - 黒潮盃 - 東京記念 - ハイセイコー記念 - サンタアニタトロフィー - 東京シンデレラマイル 川崎競馬場 - ロジータ記念 金沢競馬場 - MRO金賞 - 石川優駿 - 北國王冠 笠松競馬場 - オグリキャップ記念 - 笠松グランプリ - ライデンリーダー記念 | 愛知県競馬組合 - 東海優駿（旧・名古屋優駿→東海ダービー） - 東海菊花賞 兵庫県競馬組合 - 新春賞 - 六甲盃 - 兵庫大賞典 - 摂津盃 - 姫山菊花賞 - 楠賞 - 兵庫クイーンカップ - 園田金盃 - 園田チャレンジカップ - 兵庫クイーンセレクション - 兵庫ユースカップ - 菊水賞 - 兵庫優駿 - のじぎく賞 - 園田ジュニアカップ - 園田プリンセスカップ - 兵庫若駒賞 高知競馬場 - 高知優駿 - 建依別賞 - 福永洋一記念 - 高知県知事賞 佐賀競馬場 - 九州優駿栄城賞 - 霧島賞 - たんぽぽ賞 |

### 地方競馬の廃止・休止競走
- 中央競馬招待競走（1985年廃止）
- 名古屋市制100周年記念（1989年のみ）
- アラブダービー（1996年廃止）
- 全日本アラブ争覇（1996年廃止）
- 全日本アラブ大賞典（1996年廃止）
- 全日本アラブクイーンカップ（2000年廃止）
- 山陽杯（2000年廃止）
- スーパーチャンピオンシップ（旧・スーパーダートダービー。2001年廃止）
- 東京王冠賞（2001年廃止）
- 朱鷺大賞典（2002年廃止）
- 楠賞全日本アラブ優駿（2003年廃止）
- グランシャリオカップ（2003年休止）
- さくらんぼ記念（2003年廃止）
- フクパーク記念（2003年廃止）
- 群馬記念（2004年廃止）
- サラブレッドチャレンジカップ（2004年休止）
- 全日本アラブグランプリ（2004年廃止）
- 全日本サラブレッドカップ（2004年廃止）
- 全日本2歳アラブ優駿（2004年廃止）
- セイユウ記念（2005年廃止）
- とちぎマロニエカップ（2005年廃止）
- 春霞賞（2007年休止）
- 北海道2歳優駿（2019年休止）
- TCK女王盃（2023年廃止）
- ダービーグランプリ（2023年廃止）

## 世界各国の主要な競走一覧

### オーストラリア
- メルボルンカップ
- コックスプレート
- オーストラリアンダービー
- ゴールデンスリッパーステークス
- タンクレッドステークス
- コーフィールドカップ
- チャンピオンズステークス
- オーストラリアンカップ
- マイトアンドパワーステークス
- インタードミニオン（繋駕速歩競走・ニュージーランドとの持ち回り）
- ヴィクトリアダービー
- チッピングノートンステークス
- ウィンクスステークス
- ジ・エベレスト（2017年新設）
- ジ・オールスターマイル（2019年新設）

### ニュージーランド
- ニュージーランドダービー
- グレートノーザンスティープルチェイス
- アヴォンデールカップ
- マナワツサイヤーズプロデュースステークス
- システマステークス
- レイルウェイステークス
- イースターハンデキャップ
- ザビールクラシック
- ニュージーランドステークス
- オークランドカップ
- ハウヌイファームWFAクラシック
- ブリーダーズステークス
- ハービーダイクステークス
- ニュージーランドオークス
- テレグラフハンデキャップ
- ワイカトスプリント
- キャプテンクックステークス
- ソーンドンマイル
- ウェリントンカップ
- スプリングクラシック
- チャレンジステークス
- ウィンザーパークプレート
- ニュージーランド2000ギニー
- ニュージーランド1000ギニー
- レヴィンクラシック

### フランス
- 凱旋門賞
- プール・デッセ・デ・プーリッシュ（フランス1000ギニー）
- プール・デッセ・デ・プーラン（フランス2000ギニー）
- ディアヌ賞（フランスオークス）
- ジョッケクルブ賞（フランスダービー）
- ロワイヤルオーク賞
- パリ大賞
- サンクルー大賞
- ロートシルト賞
- オペラ賞
- ガネー賞
- ムーラン・ド・ロンシャン賞
- ジャック・ル・マロワ賞
- ヴェルメイユ賞
- アベイ・ド・ロンシャン賞
- モーリス・ド・ゲスト賞
- アラビアンワールドカップ（純血アラブG1）
- パリ大障害（G1・障害競走）
- アメリカ賞（G1・繋駕速歩競走・トロット）
- フランス賞（G1・繋駕速歩競走・トロット）

### ドイツ
- バーデン大賞
- ディアナ賞（ドイツオークス）
- ドイチェスダービー
- ドイツ1000ギニー
- メールミュルヘンスレネン（ドイツ2000ギニー）
- ドイチェスセントレジャー
- バイエルン大賞
- バイエルンツフトレネン
- ウニオンレネン
- オイロパ賞
- ベルリン大賞

### アイルランド
- アイリッシュ2000ギニー
- アイリッシュダービー
- アイリッシュセントレジャー
- アイリッシュ1000ギニー
- アイリッシュオークス
- アイリッシュチャンピオンステークス
- タタソールズゴールドカップ
- アイリッシュグランドナショナル

### イギリス
- 2000ギニーステークス
- ダービーステークス
- セントレジャーステークス
- 1000ギニーステークス
- オークスステークス
- コロネーションカップ
- ロイヤルアスコット開催
  - セントジェームズパレスステークス
  - クイーンアンステークス
  - キングチャールズ3世ステークス
  - プリンスオブウェールズステークス
  - ゴールドカップ
  - コモンウェルスカップ（2015年新設）
  - コロネーションステークス
  - クイーンエリザベス2世ジュビリーステークス
- エクリプスステークス
- ジュライカップステークス
- キングジョージ6世&クイーンエリザベスステークス
- サセックスステークス
- ヨークシャーオークス
- インターナショナルステークス
- クイーンエリザベス2世ステークス
- チャンピオンステークス
- ドンカスターカップ（G2）
- グッドウッドカップ[3]
- グランドナショナルミーティング
  - グランドナショナル
  - メリングチェイス
- スコティッシュグランドナショナル
- ウェルシュナショナル
- チェルトナムフェスティバル
  - チャンピオンハードル
  - クイーンマザーチャンピオンチェイス
  - ワールドハードル
  - チェルトナムゴールドカップ
- キングジョージ6世チェイス
- ラドブロークストロフィー
- ベット365ゴールドカップ
- ベットフェアチェイス

### イタリア
- イタリア共和国大統領賞
- パリオーリ賞（イタリア2000ギニー）
- デルビーイタリアーノ （イタリアダービー）
- デルビーイタリアーノ（G1・繋駕速歩競走・トロット）
- レジーナエレナ賞（イタリア1000ギニー）
- オークスドイタリア
- セントレジャーイタリアーノ
- ミラノ大賞
- ヴィットーリオ・ディ・カープア賞
- ジョッキークラブ大賞
- ローマ賞
- グランクリテリウム
- リディアテシオ賞
- ローマ国際（G1・繋駕速歩競走・トロット）
- ロッテリア大賞（G1・繋駕速歩競走・トロット）
- ヨーロッパ賞（G1・繋駕速歩競走・トロット）
- ミラノ・デッレ・ナツィオーニ大賞（G1・繋駕速歩競走・トロット）

### スペイン
- マドリード大賞
- ダービーエスパニョール賞

### オランダ
- ネーデルラントダービー
- ヘングステン・プロダクテンレン賞
- メリーズ・プロダクテンレン賞
- ダイアナ賞

### ベルギー
- ダービーベルヒエ
- クルニー賞
- フェデリオサード賞

### スイス
- ヘルウェティアダービー
- ヘルウェティアセントレジャー

### スウェーデン
- タビーオープンスプリントチャンピオンシップ（G3）
- ストックホルムインターナショナルカップ（G3）
- スヴェンスクダービー（G外）
- スヴェンスクダービー（G1・繋駕速歩競走・トロット）
- エリトロップ（G1・繋駕速歩競走・トロット）

### デンマーク
- スカンジナビアオープンチャンピオンシップ（G3）
- デニッシュダービー

### ノルウェー
- ノルウェーダービー（G外）
- ポーラーミリオンカップ（G3）
- オスロ大賞（G1・繋駕速歩競走・トロット）

### フィンランド
- Finlandia Ajo（G1・繋駕速歩競走・トロット）
- Kymi Grand Prix（G1・繋駕速歩競走・トロット）
- Kuninkuusravit（G1・繋駕速歩競走・トロット）

### ロシア
- ファーストクラウン
- ボルソージュヘチニージュ賞
- ボリショイシエソユツニー賞
- ボリショイ賞
- ブディオニー記念
- ナシボフカップ
- ロシア連邦農業大臣賞

### ウクライナ
- ボルソージュヘチニージュ賞
- ウクライナ大賞
- コマンドメンツ賞

### ポーランド
- ポーランドダービー・ナグロダ
- ナグロダ・ウィエルカ・ワルシャワスカ賞
- ナグロダ・モコトウスカ賞
- ナグロダ・イフォティ賞
- ナグロダ・クリテリウム賞
- ナグロダ・ワルシャワ国際グランプリ

### セルビア
- コストラック賞
- セルビアダービートライアルステークス
- セルビアダービー
- セルビアオークス
- セルビアセントレジャー
- サーシン国際トルカ
- ベオグラードグランプリ
- セルビアカーネックスカップ

### ハンガリー
- マジャールダービー
- ミレニアム賞
- キンチェム賞

### オーストリア
- ダービーウィーン
- オーストリアンダービー

### チェコ
- ヴェルカパルドゥビツカ
- チェスコダービー

### スロバキア
- スロヴェンスコダービー

### ルーマニア
- ルーマニアダービー
- ルーマニアオークス

### キプロス
- キプロス2000ギニー
- キプロスダービー
- キプロス1000ギニー
- キプロスオークス
- キプロスセントレジャー
- エクリプス賞
- キプロス共和国カップ
- ジョージオススタヴラキスカップ
- アマソウントスカップ
- キプロスターフクラブカップ
- アマゾンカップ
- アフロディーテカップ
- ジューンカップ
- マラソンステークス

### カナダ
- キングズプレート（G外）
- プリンスオブウェールズステークス（G外）
- ブリーダーズステークス（G外）
- バイソンシティステークス（G外）
- ウッドバインオークス（G外）
- ワンダーウェアステークス（G外）
- カナディアンインターナショナルステークス
- ウッドバインマイルステークス
- E.P.テイラーステークス
- ノーザンダンサーターフステークス
- ナタルマステークス[4]
- ニアークティックステークス
- サマーステークス
- ハイランダーステークス
- ノースアメリカカップ（繋駕速歩競走・ペース）
- カナディアントロットクラシック（繋駕速歩競走・トロット）
- カナディアンペーシングダービー（繋駕速歩競走・ペース）
- トロットモンディアル（繋駕速歩競走・トロット）

### アメリカ
- ブリーダーズカップ
  - ブリーダーズカップ・クラシック
  - ブリーダーズカップ・ターフ
  - ブリーダーズカップ・フィリー&メアターフ
  - ブリーダーズカップ・マイル
  - ブリーダーズカップ・スプリント
  - ブリーダーズカップ・ディスタフ（2008年から2012年まではブリーダーズカップ・レディーズクラシックの名称で施行）
  - ブリーダーズカップ・ジュヴェナイル
  - ブリーダーズカップ・ジュヴェナイルフィリーズ
  - ブリーダーズカップ・ダートマイル（2007年新設）
  - ブリーダーズカップ・フィリー&メアスプリント（2007年新設）
  - ブリーダーズカップ・ジュヴェナイルターフ（2007年新設）
  - ブリーダーズカップ・ターフスプリント（2008年新設）
  - ブリーダーズカップ・ジュヴェナイルフィリーズターフ（2008年新設）
  - ブリーダーズカップ・ジュヴェナイルターフスプリント（2018年新設）
- ケンタッキーダービー
- プリークネスステークス
- ベルモントステークス
- トラヴァーズステークス
- ケンタッキーオークス
- サンタアニタハンデキャップ
- ピムリコスペシャル
- ハリウッドゴールドカップステークス
- パシフィッククラシックステークス
- ジョッキークラブゴールドカップステークス
- アメリカンオークスステークス
- サンシャインミリオンズ（全競走G外）
- ペガサスワールドカップ（2017年新設）[5][6]
- ペガサスワールドカップターフ（2019年新設）
- ハンブルトニアン（繋駕速歩競走・トロット）
- ヨンカーズトロット（繋駕速歩競走・トロット）
- ケンタッキーフューチュリティ（繋駕速歩競走・トロット）
- ワールドトロッティングダービー（繋駕速歩競走・トロット）
- ブリーダーズクラウン（繋駕速歩競走）
- リトルブラウンジャグ（繋駕速歩競走・ペース）
- メッセンジャーステークス（繋駕速歩競走・ペース）
- ケインペース（繋駕速歩競走・ペース）
- ウッドロー・ウィルソン（繋駕速歩競走・ペース）
- メドウランズ（繋駕速歩競走・ペース）
- ウィリアム・R・ホートンメモリアルステークス（繋駕速歩競走・ペース）
- チャンピオンオブチャンピオンズ（G1・直線440ヤード・クォーターホース系）

### メキシコ
- ジュヴェニールチャンピオンシップ
- ダニエル・カルデナスクラシック
- ロマ・デ・ソテーロ
- ダービーメヒカーノス

### プエルトリコ
- ファン感謝の日大賞
- プエルトリコフューチュリティ
- ナヴィダ大賞
- レースの日大賞
- カマレロ大賞
- 外国産シャンパン大賞
- プエルトリコ政府大賞
- ジョージ・ワシントン大賞
- 7月4日大賞
- ダービープエルトリコ
- サン・ジョアン大賞
- 新年大賞
- ジョッキー大賞
- 女性の日大賞
- 親の日大賞
- コパ・シッゴ
- 愛馬プレシア大賞
- 憲法大賞
- 母の日大賞
- 王の日大賞
- プエルトリコ競馬連合大賞
- オーガスチン・メルカード・レヴェロン大賞
- ジョセ・コール・ヴァイダル大賞
- ルイス・ムニョース・リヴェラ大賞
- エドワード・コーティーノ・インシュア大賞
- アクシオン・デ・グラシアス大賞
- アントニオ・フェルナンデス・カストリロン大賞
- エンジェル・トーマス・カルデーロ大賞
- コパ・クレアドレス・ポトリロス
- コパ・ポトリロス
- ラモン・ロベットJr大賞
- ユージーン・マリア・デ・ホストス大賞
- アントニオ・R・マトス大賞
- コパ・クレアドレス・ポトランカス
- コパ・ポトランカス
- ジョセ・ケルソ・バーボサ大賞
- アントニオ・R・バルセロ大賞
- ロベルト・クレメンテ大賞
- ウィソ・G大賞
- ジョセ・デ・ディエゴ大賞
- ルイス・ムニョース・マーティン大賞

### ドミニカ共和国
- クレアドレス・ヴァージョン・ポトリロス
- クレアドレス・ヴァージョン・ポトランカス
- ラモン・M・メラー賞
- フランシスコ・デル・ロザリオ・サンチェス賞
- ジョアン・パブロ・デュアーテ賞
- カリル・ハチェ賞

### ジャマイカ
- ジャメイカダービー
- ジャメイカオークス
- ジャメイカセントレジャー
- ジャメイカ2000ギニー
- ジャメイカ1000ギニー

### バルバドス
- バルバドスダービー
- ブリーダーズステークスプラストロフィー
- ホープフルステークスプラストロフィー

### トリニダード・トバゴ
- スチュワーズカップ
- トリニダード・トバゴゴールドカップ
- サンタローサクラシック
- イースターギニー
- ミッドサマークラシック
- ロイヤルオークダービーステークス
- トリニダード・トバゴ独立記念カップ
- アリマレースクラブカップ
- トリニダード・トバゴ大統領カップ
- カリブビアンチャンピオンステークス

### パナマ
- フランシスコ・アリアス・バレーデス賞
- パナマ共和国クラシック100周年大賞
- パナマ共和国大統領賞
- 母の日賞
- 独立記念日賞

### 香港
- クイーンエリザベス2世カップ
- チャンピオンズマイル
- 香港カップ
- 香港ヴァーズ
- 香港マイル
- 香港スプリント
- 香港ダービー（国内重賞）
- クイーンズシルヴァージュビリーカップ
- センテナリースプリントカップ[7][8]
- チェアマンズスプリントプライズ[9]
- 香港スチュワーズカップ
- 香港ゴールドカップ
- 香港チャンピオンズ&チャターカップ
- 香港クラシックマイル（国内重賞）
- 香港クラシックカップ（国内重賞）

### マカオ（中国）
- ディレクターズカップ
- HKDNマカオゴールドカップ
- マカオダービー

### 韓国
- コリアンダービー（国内G1/パート2）
- コリアンオークス（国内G2/パート2）
- 大統領杯（国内G1/パート2）
- グランプリ（国内G1/パート2）
- コリアカップ（G3/パート2）
- コリアスプリント（G3/パート2）

### トルコ
- ボスポラスカップ
- トプカプトロフィー
- イスタンブールトロフィー
- エルケック・タイ・デネメ（トルコ2000ギニー）
- ディシ・タイ・デネメ（トルコ1000ギニー）
- クスラック賞（トルコオークス）
- ガジ賞（ガジダービー）
- アヴラシア賞（ユーラシア賞）
- アンカラ賞（トルコセントレジャー）
- トルコジョッキークラブ賞（ジョッキークラブカップ）
- チャルディラン賞
- トルコ大統領賞（プレジデンシーカップ）
- マラズギルトトロフィー
- トルコ大国民議会賞
- 農業森林省賞
- ハタイ賞
- トルコ共和国賞

### ドバイ（アラブ首長国連邦）
- ドバイワールドカップ
- ドバイシーマクラシック
- ドバイターフ[10]
- ドバイゴールデンシャヒーン
- ゴドルフィンマイル
- UAEダービー
- アルクォズスプリント
- ドバイカハイラクラシック（純血アラブG1）
- ドバイゴールドカップ
- マクトゥームマイル
- マクトゥームクラシック
- マクトゥームチャレンジ
- ジェベルハッタ

### アブダビ（アラブ首長国連邦）
- アブダビチャンピオンシップ
- ナショナルデーカップ（純血アラブG1）
- UAE大統領カップ（純血アラブG1）
- リワオアシス（純血アラブG1）

### バーレーン
- H.H.ザ・クラウンプリンスカップ
- バーレーンインターナショナルトロフィー

### カタール
- アミールトロフィー（国内G1/パート2）
- カタールダービー（国内G1/パート2）
- アミールソード（純血アラブG1）

### サウジアラビア
- 1351ターフスプリント
- 二聖モスクの守護者カップ
- アブドゥルアジズ国王カップ
- サウジカップ
- ネオムターフカップ
- レッドシーターフハンデキャップ
- サウジダービー
- リヤドダートスプリント

### シンガポール
- シンガポール航空インターナショナルカップ
- クリスフライヤーインターナショナルスプリント
- シンガポールゴールドカップ
- クイーンエリザベス2世カップ[11]
- ラッフルズカップ
- ライオンシティカップ
- シンガポールダービー
- クランジマイル
- チャリティーボウル
- シンガポールギニー
- シンガポールカップ[12]

### マレーシア
- ペラ・ゴールドヴァーズ
- コロネーション・カップ
- ペラ・ダービー
- ツンク・ゴールドカップ
- スランゴール・ゴールドカップ
- ピアラ・エマス・スルタン・スランゴール
- ペナン・スプリントトロフィー
- ペナン・ゴールドカップ

### タイ
- チャクリーカップ
- ハーマジェスティザクィーンズカップ
- ヒズマジェスティザキングズカップ
- タイダービー

### フィリピン
- ノーリッシュ・ザ・チルドレンステークス
- ホープフルステークス
- ホースマンズカップ
- サンラザロスプリント

### インド
- インドターフ招待カップ
- スプリンターズカップ
- スーパーマイルカップ
- ステイヤーズトロフィー
- RCTCミリオン
- カルカッタダービー
- ブリーダーズマルチミリオン
- インド2000ギニー
- インド1000ギニー
- インドダービー
- インドセントレジャー
- インドオークス
- プネーダービー
- デカンダービー
- ゴルコンダダービー
- インド大統領ゴールドカップ
- キングフィッシャーダービーバンガロール
- コルトトライアルステークス
- フィリーズトライアルステークス
- バンガロールダービー
- マイソールダービー
- 南インドダービー
- 南インドオークス
- ニルギリダービー

### アルゼンチン
- カルロスペレグリーニ大賞
- ナシオナル大賞
- ジョッキークラブ大賞
- ポージャ・デ・ポトリロス
- エストレジャス大賞
  - エストレジャス大賞アルゼンチンプロヴィンス
  - エストレジャス大賞ダートジュニア
  - エストレジャス大賞ダート
  - エストレジャス大賞クラシック
  - エストレジャス大賞スプリント
  - エストレジャス大賞ディスタフ
  - エストレジャス大賞マイル
  - エストレジャス大賞ジュヴェナイル
  - エストレジャス大賞ジュヴェナイルフィリーズ
  - エストレジャス大賞ジュニアスプリント
- アルゼンチングランクリテリウム
- ラウル&ラウル・E・チェヴァリエ大賞
- エリセオ・ラミレス大賞
- ポトランカス大賞
- 2000ギニー大賞
- 1000ギニー大賞
- エンリケアセバル大賞
- スイパチャ大賞
- フェリクス・デ・アルザガ・ウンセ大賞
- サンイシドロ大賞
- ホアキン・S・デアンチョレナ大賞
- ミゲル・A・マルティネスデオズ大賞
- ラス・アメリカス大賞
- 5月25日大賞
- コパ・デ・プラタ
- コパ・デ・オロ
- サンチャゴルーロ大賞
- モンテヴィデオ大賞
- サトゥルニノ・J・ウンセ大賞
- ホルヘデアトゥーチャ大賞
- ポージャ・デ・ポトランカス
- セレクシオン大賞
- ブエノスアイレス国際大賞
- マイプ大賞
- パレルモ大賞
- アルゼンチン共和国国際大賞
- ヒルベルトレレナ大賞
- クレアドレス大賞
- サンマルティン将軍大賞
- オノール大賞
- プロヴィンシア・ド・ブエノスアイレス大賞
- セレクシオン・デ・ポトランカス
- ホアキン・V・ゴンザレス国際大賞
- ダルドロチャ国際大賞

### ブラジル
- イメンシティ大賞
- エンリケ・デ・トレド・ララ大賞
- ブラジル大賞
- サンパウロ大賞
- ABCPCCマシアスマシリン大賞
- リオデジャネイロABCPCC大賞
- ブラジルジョッキークラブ大賞
- リオデジャネイロ州大賞
- フランシスコパウラマチャド大賞
- リオ・デ・ポーラマチャド大賞
- クルセイ・ド・スル賞
- エンリケポッソーロ大賞
- リオデジャネイロディアナ大賞
- ゼリア・ゴンザーガ・ペシュート・デ・カストロ大賞
- モルシアノジア・グイアルモレイラ大賞
- サコー少佐大賞
- リオデジャネイロ共和国大統領賞
- ロベルト・エ・ネルソン・リマルディシーブラ大賞
- ファーウェル大賞
- イピランガ大賞
- J・アデェマール・デ・アルメイダ・プラド大賞
- サンパウロジョッキークラブ大賞
- ダービーパウリスタ大賞
- バラオジ・デ・ピラシカバ大賞
- マルガリーダポラックララ大賞
- サンパウロディアナ大賞
- ホセ・グァテモジン・ノゲイラ大賞
- 共和国宣言記念日大賞
- サンパウロABCPCC大賞
- サンパウロ共和国大統領賞
- オスワルドアランハ大賞
- コンサグラシカオ大賞
- OSAF大賞
- ベントゴンサルベス大賞
- パラナ大賞

### ウルグアイ
- ホセ・ペドロ・ラミレス大賞
- ジョッキークラブ大賞
- ナシオナル大賞
- ポージャ・デ・ポトリロス
- ポージャ・デ・ポトランカス
- セレクシオン大賞
- ペドロピネイリャ大賞
- モンテビデオ市大賞

### コロンビア
- エルキンエチャバリッア大賞
- ダービーアンティオキア
- ポージャ・デ・ポトリロス
- ポージャ・デ・ポトランカス
- ラス・オークス
- コパ・クリアドレス・クラシコ
- コンパレーシオン大賞

### エクアドル
- サー・ベンジャミン・ロセールズ・アスピアズ賞
- エクアドル共和国大統領賞

### ペルー
- ダービーナシオナル
- ペルー・ジョッキークラブ大賞
- パンプローナ大賞
- ポリャデポトランカス
- エンリケアユーロパルド大賞
- ポリャデポトリリョス
- リカルドオルティスデゼバリョース大賞
- ナシオナル大賞アウグストB.レギーア

### ベネズエラ
- コンパレーシオン大賞
- アントニオ・ホセ・デ・スクレ賞
- カラカスシティ賞
- ホセ・アントニオ・パエス
- クリアナシオナル
- ベネズエラ・ボリバル共和国賞
- ラ・リンコナーダ競馬場大賞
- 愛馬プレンサナシオナル
- ヨハンキン・クレスポ将軍大賞
- シモン・ボリバル国際大賞
- ラ・リンコナーダ競馬場開設記念
- コパ・デ・オロ・デ・ベネズエラ
- ベネズエラ共和国大統領賞
- 軍事賞
- ピピカ・ナシオナル

### チリ
- ミルギニー
- ポリャ・デ・ポトリリョス
- ポリャ・デ・ポトランカス
- ドスミルギニー
- ナシオナル・リカルド・ライオン
- チリグランクリテリウム
- エル・エンサーヨ
- アルベルト・ソラリ・マグナスコ賞
- ラスオークス
- チリセントレジャー
- エルダービー
- チリ競馬場大賞
- コパ・デ・プラタ賞
- サンティアゴ馬事協会賞
- アルベルト・ヴィアル・インファンテ賞
- タンテオ・デ・ポトランカス
- アルトゥロ・ライオン・ペーニャ賞
- タンテオ・デ・ポトリリョス

### チュニジア
- チュニジア共和国大統領賞
- チャレンジメント国際

### エジプト
- アブダビ国際カップ
- H.H.サイー・ザイード・ビン・スルタン・アル・ナーヤンカップ
- ジ・アル・ナーヤンカップ
- ジ・アル・ナーヤン国際カップ

### アルジェリア
- 2歳クリテリウム
- 大統領グランプリ
- A.Q.P.S.グランプリ

### モロッコ
- シーフ・エル・アラブ賞
- フォースタン賞

### モーリシャス
- バービーカップ
- ダッチネスオブヨークカップ

### ケニア
- シャンパンステークス
- H.V.ピリートロフィー
- ケニアギニー
- ケニアダービー
- ケニアセントレジャー
- ケニアフィリーズギニー
- ケニアオークス
- スチュワーズカップ
- ネイションスーパースプリント
- ロイヤルエアフォースカップ
- ウフルカップ
- ケニアケンブリッジシャー
- ジョッキークラブステークス
- ルイスカップ
- ケニアゴールドカップ
- ケニアッタカップ
- DCDMカップ
- シヴィルサービスゴールドカップ
- シティオブナイロビカップ
- ナイロビマーチャンツピュース
- イタリアンカップ
- スパニッシュカップ
- デュークオブマンチェスターカップ
- グラハムトロフィー
- アークルトロフィー
- ケニアポリスカップ
- ブリガードオブガードトロフィー

### ジンバブエ
- OKグランドチャレンジ
- トラストバンクターフチャンピオンシップステークス
- キャスルタンカード
- サラブレッドブリーダーズチャンピオンジュヴェナイルステークス
- ジンバブエギニー
- BAMMジンバブエ2000
- ジンバブエダービー
- ウンジムフルハンデキャップ
- ゴールドカップスプリント
- ジンバブエ共和国カップ
- サラブレッドブリーダーズシャンパンステークス
- ジンバブエオークス
- イピトンベステークス
- ブリーダーズチャンピオンカップ

### 南アフリカ
- サウスアフリカンナーサリー
- ハウテンフィリーズギニー
- ハウテンギニー
- ゴールデンホースシュー
- ゴールデンスリッパー
- セクウィニフィリーズステークス
- サウスアフリカンダービー
- ケープタウンメット
- ダーバンジュライ
- チャンピオンズカップ
- サウスアフリカンクラシック
- サウスアフリカンフィリーズクラシック
- ザ・マーチャンツ
- サウスアフリカンオークス
- ホースチェスナットステークス
- サマーカップ
- チャンピオンズチャレンジ
- コンピュータフォームスプリント
- エンプレスクラブステークス
- ケープギニー
- ケープダービー
- ケープフィリーズギニー
- ケープフライングチャンピオンシップ
- キングズプレート
- マジョルカステークス
- パドックステークス
- プレミアズチャンピオンステークス
- マーキュリースプリント
- ゴールドチャレンジ
- デイリーニューズ2000
- ウーラヴィントン2000
- ゴールドカップ
- ガーデンプロヴィンスステークス
- ゴールドメダリオン
- アランロバートソンチャンピオンシップ
- ゴールデンホーススプリント
- サウスアフリカンフィリーズスプリント

### その他の海外競馬の競走
- ラテンアメリカジョッキークラブ国際大賞（アルゼンチン、ブラジル、チリ、ウルグアイ、ペルー、ベネズエラによる持ち回り）
- カリブ国際クラシック（域内G1・カリブ海諸国による持ち回り）
- カリブスプリントカップ（同上）
- カリブ牝馬カップ（同上）
- カリブ競馬連盟カップ（同上）
- 中欧ブリーダーズカップ・スプリント（ポーランド、ハンガリー、オーストリア、チェコ、スロバキアによる持ち回り）
- 中欧ブリーダーズカップ・マイル（同上）
- 中欧ブリーダーズカップ・クラシック（同上）